# Bračno pravo
Bračno pravo obuhvaća pravna pravila kojima se uređuje brak i odnosi u braku. Nije samostalna pravna grana, već je dio obiteljskog prava, pa poprima značajke koje su karakteristične za obiteljsko pravo: prije svega strogost propisa (ius cogens) i stroga formalnost, uz minimum dopuštenog odstupanja. 
Normama bračnog prava u prvom se redu propisuju pretpostavke te postupak za sklapanja braka, ali i za njegov prestanak, kao i odnosi u braku i u vezi s brakom (osobna imovinska prava i dužnosti bračnih drugova), te pravne posljedice prestanka braka.

## Pojam braka
Brak je zakonom uređena životna zajednica žene i muškarca.

## Pretpostavke za sklapanje braka

### Pretpostavke za postojanje braka
Ispunjenjem ovih pretpostavki potrebno je da bi brak uopće pravno nastao. To je minimum zahtjeva koje zakonodavac postavlja kako bi se jedan društveni odnos pretvorio u pravni odnos, i koji bi bio pravno priznat. Ako se ne ispuni koja od pretpostvki, ima za posljedicu nepostojanja odnosa, tj. pravne posljedice braka ne postoje (nepostojeći brak).
Hrvatski zakonodavac propisao je tri pretpostavke koje se moraju ispuniti u vrijeme sklapanja braka da bi se priznali učinci braka:
- da su nevjesta i ženik osobe različita spola,
- da su nevjesta i ženik izjavili svoj pristanak za sklapanje braka,
- da je brak sklopljen pred službenom osobom.

### Pretpostavke za valjanost braka
Ove pretpostavke ne djeluju na nastanak braka, već utječu na njegovu pravnu valjanost. Ova vrsta pretpostavki obuhvaćaju slučajeve kad nastanu pravne posljedice braka (odosno kad je brak sklopljen), a ako one nisu ispunjene, povlači za sobom mogućnost poništaja braka (ništav brak). Ove pretpostavke propisuju se za slučajeve kada sklapanje braka nije društveno poželjno.
Hrvatski zakonodavac propisao je pretpostavke sljedeće pretpostavke za valjanost braka:
- punoljetnost,
- poslovna sposobnost,
- nepostojanje srodstva,
- nepostojanje ranijeg braka.

## Postupak za sklapanje braka

### Sklapanja braka u građanskom obliku
Brak u građanskom obliku sklapa se pred matičarom.

### Sklapanja braka u vjerskom obliku
Brak se u vjerskom obliku s učincima građanskog braka sklapa pred službenikom vjerske zajednice koja s Republikom Hrvatskom o tome ima uređene pravne odnose. Za sada Hrvatska ima regulirane odnose sa Svetom Stolicom u pogledu sklapanja braka katolika.

## Prestanak braka

### Proglašenje nestalog bračnog druga umrlim
Glavna stranica: Proglašenje nestale osobe umrlom

### Razvod braka
Razvod braka je postupak raskidanje bračne veze, odnosno razvrgavanje bračne zajednice zakonskim putem.

## Poveznice
- Obiteljsko pravo
- Brak
- Izvanbračna zajednica žene i muškarca
- Istospolna zajednica

## Statistika
U Hrvatskoj je 2005. bilo sklopljeno 22.138 brakova, što je za 2,5 posto manje nego godinu dana ranije, a za oko 15 tisuća manje nego 1971. kada je bilo sklopljeno 37.701 bračnih zajednica. Prosječna starost pri sklapanju braka povećana je za oba spola - 1995. je prosječna starost nevjeste za prvi brak bila 24,1 godinu, a ženika 27,5 godinu, dok je u 2005. prosječna starost nevjesta bila 26,3 godine, a ženika 29,3 godine.